# 呀〈KIBA〉～暗黑騎士鎧傳～
《呀〈KIBA〉～暗黑騎士鎧傳～》（原文：呀-KIBA- 〜暗黒騎士鎧伝〜）。特攝劇集《牙狼》系列的首部獨立角色外傳電影。2011年9月3日劇場版上映，2011年9月7日DVD&Blu-ray版本發售。

## 本作概要
《暗黑騎士鎧傳》主要描寫－魔戒騎士．魃羅格成為暗黑騎士前的心路歷程

## 劇情簡介
- 劇情走向、世界觀與《牙狼〈GARO〉》相同，為同期發生的獨立外傳，並非牙狼前傳。
- 故事採倒敘手法呈現，並分成三個章節向觀眾剖析魃羅格的內心：《記憶》《騎士》《境界》。

小薰在一處黑暗的房間中醒來。在她眼前的是心理諮商師．龍崎駈音以及神祕的女人、魔戒導師．艾爾妲。

龍崎的真面目為墮落於黑暗中的前魔戒騎士．魃羅格（暗黑騎士 呀），選定小薰作為召喚火羅始祖．彌賽亞容器之人。

為了準備降臨彌賽亞的儀式，遂將小薰（神聖之門）囚禁於此。
小薰問道「為何要將心賣給黑暗？」，「不是把心賣給了黑暗，是我選擇了黑暗。」魃羅格如此回應。

在這之後，龍崎向薰述說他的家庭及兒時的悲痛回憶。

## 登場人物
龍崎駈音 / 魔戒騎士 魃羅格（暗黑騎士 呀） ／龍崎駈音 / 魔戒騎士バラゴ（暗黒騎士キバ）
- 京本政樹 飾／平松來馬 飾（兒時）

受到闇黑魔導書指引，而走向暗黑騎士之路。艾爾妲曾占卜其未來將由終極的力量和邪惡黑暗支配著世界。
母親為體弱的魔戒法師，在被火羅附身後，被身為魔戒騎士的父親所殺（親眼目睹）。不久後，父親亦死於火羅。
魔戒導師 艾爾妲 ／魔戒導師エルダ
- 莉亞·迪桑 飾

瀕死之際，魃羅格的出現將她救贖，並給予她全新的靈魂及力量；在這之後，以僕人及未來的指針的身分跟隨於魃羅格。
和魔戒法師不同的是，魔戒導師以使用符咒／占星術對未來進行占卜為其主責，知識偏向學術性範疇，和法師的全面性相比，戰鬥能力較為不足。
曾於劇中占卜了魃羅格的未來，就連魃羅格也為仍有魔戒導師的存在感到新奇，遂將她留在身邊。
不過，魔戒導師此設定在本作之前的電視版中並無出現。（甚至之後的系列作品也從未登場）
和魃羅格合作的後續劇情走向並無具體交代。
御月薰 ／御月カオル
- 肘井美佳 飾

作為召喚彌賽亞的容器．「神聖之門」而遭魃羅格綁架。
起因為，當時的薰是魃羅格在六之日（6月6日6時），第六個遇到的六歲少女，並且給了魃羅格六朵花。
魃羅格便認定了她是合適的人選。
冴島大河 / 黄金騎士牙狼 ／冴島大河 / 黄金騎士ガロ
魃羅格的師父，同時也是鋼牙的父親。
由於波怒的法術，作為魃羅格「內心的光明」的形象登場。
出現於魃羅格內心的魔界中。
風雲騎士 波怒 ／風雲騎士波怒
- 井上和彥 聲

來自西方的魔戒騎士，身覆白銀鎧甲，武器為兩把「風雲劍」。
本名不明。使用二刀流，和銀牙騎士．絕狼為師兄弟。
曾向魃羅格發起挑戰；仍不敵變身為暗黑騎士呀的魃羅格。即使被打倒，也能夠不斷地重生，且重生後戰力會變得更強。
擅長雷之法術，舉凡落雷術、召喚如雷獸般能量波攻擊之鬪破雷擊等招式以及分身、瞬間移動等。
魔戒騎士 神璽 ／魔戒騎士シンジ
艾爾妲的戀人。勇敢且溫柔的魔戒騎士。
身為魔戒導師的艾爾妲曾占卜其未來，結果是相當光輝燦爛的。
在接到監視所的指令－尋找太古火羅．戲阿音骸骨任務途中，遭到同行的魔戒騎士背叛刺殺而亡。
魃羅格母 ／バラゴの母親
- 井上美琴 飾

魔戒法師，體弱多病。
在被火羅附身後，為丈夫所殺。目睹一切的魃羅格，對其日後的人生及價值觀產生巨大衝擊，包括對魔戒騎士的憎恨。
在彌賽亞的幻術之下，作為魃羅格「最後的陰我」形象，出現於其內心的魔界中。
魃羅格父 ／バラゴの父親
無名的魔戒騎士。
於魃羅格面前，親手殺了已遭火羅附身的妻子。
就在魃羅格為了成為更強的魔戒騎士而離家後，不久，即為火羅所殺。
魃羅格曾稱「父親因為太弱才會死的」。
同行魔戒騎士 ／シンジの仲間の魔戒騎士
- 飯田真矢、田中心 聲

和神璽、艾爾妲一同前往搜尋戲阿音骸骨的二名魔戒騎士。
後反叛將兩人所殺，原因不明。
最終，在戲阿音的祠堂內被忽然現身的魃羅格消滅。

## 相關用語
雷剛 ／らいごう
由暗黑騎士．呀所召喚之魔導馬。僅於本作中登場。
能力上大致與轟天、銀牙相同；漆黑的龐大身軀，有著鳳凰般的尾羽，五支頭角。
根據馬蹄聲的力量，可讓黑炎劍升級為巨大化的閻魔斬光劍，具有無論是巨大化的火羅或包覆堅硬鎧甲的火羅都能一刀兩斷的威力。
順帶一提，在設定上魔導馬是魔戒騎士擊敗一百隻火羅，成功通過內心的試煉後就准許召喚的魔導獸；但魃羅格雖然打倒了上千頭火羅，劇中卻未明確交代是否通過試驗。
推測雷剛可能僅能於魃羅格內心的魔界中召喚成功（現實世界是否能召喚，不明）。

## 火羅
加利烏斯 ／ガリウス
如蛇般的長身，全身覆滿銳利的尖刺，頭部外型如一角魚。
以雙臂和頭上的刺刃為武器。
後被呀的暗黑斬斬殺。
布雷德 ／ブレイド
雙手為鐮刀型劍刃的巨大火羅。
呀以閻魔斬光劍將其一分為二。
哭龍 ／哭竜（こくりゅう）
有著兩支赤焰般頭角的巨龍型火羅。
出現於魃羅格內心的魔界中。
戲阿音 ／ギャノン
具有「彌賽亞之牙」、「究極的火羅」之稱的太古火羅。
火羅始祖．彌賽亞 ／ホラーの始祖・メシア
其邪念寄宿於暗黑魔導書中，蠱惑了魃羅格走向黑暗之道。
此書同時也是閱讀者與彌賽亞溝通之媒介。

## 製作團隊
- 原作・導演・編劇 - 雨宮慶太
- 執行製片 - 二宮清隆
- 統籌製作 - 吉田健太郎
- 監製 - 奥村喜彦
- 副監製 - 音無珠映
- 項目監製 - 山邊博文
- 設定 - 田口恵
- 音樂總監 - 井上俊次
- 配樂 - 栗山善親、寺田志保
- 特殊造型・特殊化妝 - 小此木謙一郎
- VFX監製 - 堀田弘樹
- VFX主管 - 小坂一順
- VFX導演 - 中川茂之
- 動作指導 - 横山誠
- 特別協力 - Sansei R&D
- 制作協力 - AAC STUNTS、CROWD Inc.
- 技術協力 - OMNIBUS JAPAN Inc.
- 製作公司 - 東北新社

## 主題曲
《Warrior 〜闇を駆けるキバ〜》
- 演唱/詞曲 - 影山浩宣、編曲 - 須藤賢一

## 相關備註
1. ↑  本作中，大河演員渡邊裕之未參與演出，僅以牙狼型態登場。

## 外部連結
- 官方網站（页面存档备份，存于）
- 牙狼PROJECT（页面存档备份，存于）